# Sven Linderot

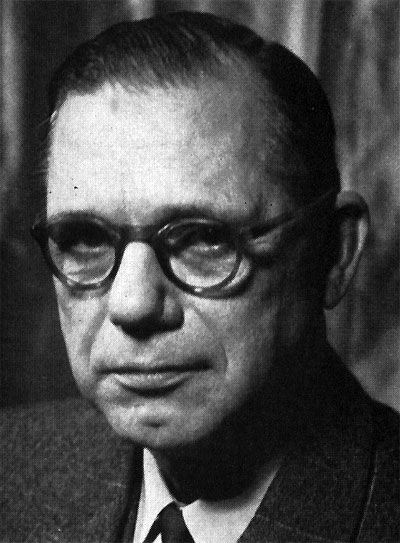
Sven Linderot (1955)

Sven Harald Linderot (eigentlich Larsson; * 8. Oktober 1889 in Skedevi, Östergötlands län; † 7. April 1956 in Stockholm) war ein schwedischer kommunistischer Politiker. Er war von 1929 bis 1951 Vorsitzender der Kommunistischen Partei Schwedens.

## Leben
Nach dem Besuch der Volksschule in Hävla und Rejmyre arbeitete Linderot von 1900 bis 1912 als Glasbläser in Rejmyre und Nynäshamm. Von 1912 bis 1914 war er Handelsvertreter für Nähmaschinen, 1915 Sekretär der Gewerkschaft der Handelsangestellten (Handelsanställdas förbund) in Stockholm. Von 1916 bis 1918 war er Sekretär des Sozialdemokratischen Jugendverbandes (Socialdemokratiska Ungdomsförbundet, SDUF).
Von 1908 bis 1917 war Linderot Mitglied der Sozialdemokratischen Arbeiterpartei Schwedens (Sveriges socialdemokratiska arbetareparti, SAP), zu deren linkem Flügel er gehörte. Im Mai 1917 gründete er mit anderen die Sozialdemokratische Linkspartei Schwedens (Sveriges socialdemokratiska vänsterparti, SSVP), die 1921 in Kommunistische Partei Schwedens (Sveriges kommunistiska parti, SKP) umbenannt wurde. 1920/21 besuchte Linderot Sibirien und Turkestan mit dem von Elsa Brändström gegründeten Schwedischen Hilfskomitee für Kriegsgefangene in Sibirien. 1923 wurde er Redaktionsmitglied der Zeitung Norrskensflamman (dt. „Die Flamme des Nordlichts“) in Luleå, von 1925 bis 1927 war er deren Chefredakteur. Zwischen 1927 und 1929 sowie nach 1951 war Linderot Sekretär des ZK der SKP unter anderem für Gewerkschaften. Von Dezember 1929 bis März 1951 war Linderot schließlich Vorsitzender der SKP.
Auf dem VII. Weltkongress der Komintern (1935) wurde Linderot zum Mitglied des EKKI und zum Ersatzmitglied des Präsidiums des EKKI gewählt.
Von 1938 bis 1949 war Linderot Abgeordneter der Ersten Kammer des Reichstages und Vorsitzender der kommunistischen Fraktion (1945–1949).

## Werke
- Vänstersocialismen och den fackliga kamp (Der Linkssozialismus und der gewerkschaftliche Kampf). Stockholm 1917.
- Mondism eller klasskamp? Facklig borgfred eller proletär enhetsfront mot kapitalets offensiv? (Mondismus oder Klassenkampf? Gewerkschaftlicher Burgfrieden oder proletarische Einheitsfront gegen die Offensive des Kapitals?). Stockholm 1928.
- Grundskott mot demokratin (Todesstoß gegen die Demokratie). Stockholm 1941.
- I kamp för fred och frihet (Im Kampf für Frieden und Freiheit). Stockholm 1941.
- Mellan världskrigen: bidrag till Sveriges kommunistiska partis historia (Zwischen den Weltkriegen. Ein Beitrag zur Geschichte der Kommunistischen Partei Schwedens). Stockholm 1942.
- Bondefrågan i Sverige (Die Bauernfrage in Schweden). Stockholm 1943.
- Bönder och arbetare (Bauern und Arbeiter). Stockholm 1943.
- Kommunisternas dagsprogramm. Stockholm 1944.
- Kommunisterna och kristendomen (Kommunisten und das Christentum). Stockholm 1947.
- Svensk arbetarrörelse i brytningstid. Tal och skrifter i urval (Schwedische Arbeiterbewegung in der Übergangszeit. Ausgewählte Reden und Schriften). Stockholm 1949.